# Georg Lilie
Carl Horst Georg Lilie (* 9. Dezember 1873 in Leipzig; † 1. November 1935 in Kaltensundheim) war ein deutscher Landschaftsmaler und Architekturzeichner, zudem Zeichenlehrer und Heimatkundler.

## Leben und Wirken
Lilie war ein Sohn des Schriftstellers, Chronisten und Journalisten Moritz Lilie (1835–1904); sein jüngerer Bruder Walter (1876–1924) wurde ebenfalls Kunstmaler. Ab 1899 arbeitete Lilie als Realoberlehrer am Reformrealgymnasium in Meiningen.
Für das Thüringer Standardwerk zur Denkmalpflege, die Bau- und Kunstdenkmäler Thüringens, schuf Lilie zwischen 1902 und 1910 etwa 800 Federzeichnungen von Ortsansichten, Bauwerken sowie von Details wie Abendmahlsgeräten oder auch Türschlössern. Zahlreiche dieser Zeichnungen sind heute im Archiv des Thüringischen Landesamtes für Denkmalpflege und Archäologie und im Thüringischen Staatsarchiv Meiningen zu finden.
Als freier Künstler malte er Porträts und Landschaftsansichten in Aquarell und Öl.
Zudem werden Lilie „bleibende Verdienste bei der Pflege [ab 1912] der Sammlungen des Hennebergischen altertumsforschenden Vereins sowie als Konservator [ab 1926] des ehemaligen Henneberger Museums in Meiningen in den 1920/30er Jahren.“
Lilie betreute zeitweise das Städtische Museum in Schloss Elisabethenburg. Darüber hinaus half er bei der Gestaltung des 1921 durch die Stadt Meiningen erworbenen Baumbachhauses zu einem Heimatmuseum mit Gedenkzimmer an den Dichter Rudolf Baumbach. Ab 1933 übernahm er auch das Theater-Museum.
Lilie verfasste Monografien zur Regionalgeschichte von Sachsen-Meiningen und veröffentlichte mehrere Hundert Zeitungsaufsätze im Meininger Tageblatt.
Sein Nachlass mit einer „Sammlung von Abbildungen zur Architektur, Bildhauerei, Malerei, Musik, Literatur und Geschichte und Sammlung von Zeitungsausschnitten und Abbildungen zur thüringischen, insbesondere südthüringischen Landesgeschichte und Volkskunde“ befindet sich im Thüringischen Staatsarchiv Meiningen.

## Veröffentlichungen
Illustrationen

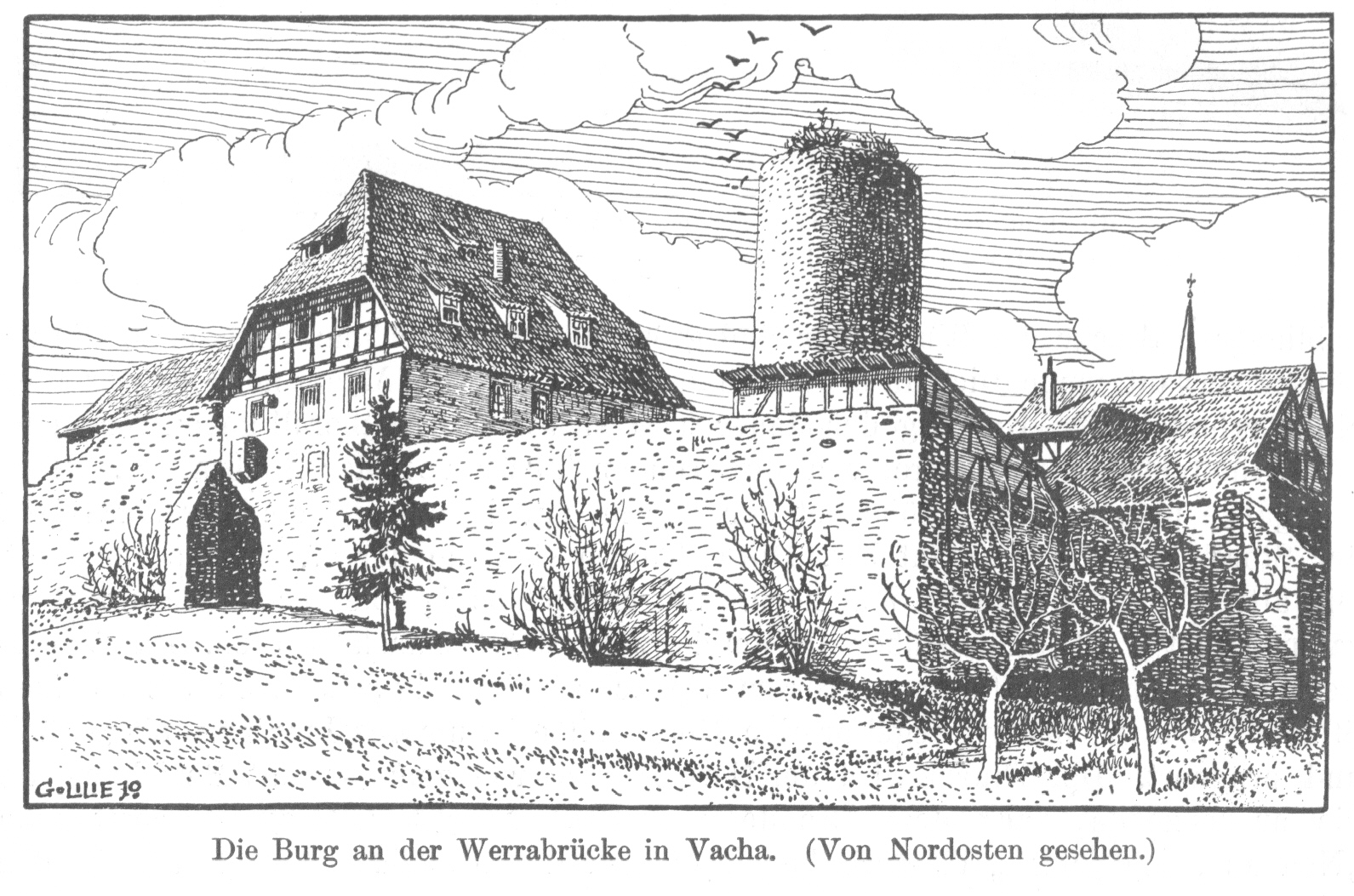
G. Lilie, 1910: Die Burg in Vacha. Aus: Bau- und Kunst-Denkmäler Thüringens. Heft XXXVII. Jena 1911.

- mit Moritz Lilie: Die Lößnitz bei Dresden und ihre Umgebung. In geschichtlicher, topographischer und touristischer Beziehung geschildert von Moritz Lilie. 3. vermehrte und ergänzte Auflage. Freitag, Dresden-Blasewitz 1895 (slub-dresden.de).
- Bau- und Kunstdenkmäler Thüringens. Sachsen-Meiningen. Band I, 1 und 2.
- Thüringer Kalender 1920. Mit 13 ganzs. Ill. von Georg Lilie u. zahlr. Textabb. Erfurt 1919.
- Mittelalterliche Holzplastik im Städtischen Henneberger Museum in Meiningen. In: Zeitschrift des Vereins für Hennebergische Geschichte und Landeskunde zu Schmalkalden. 22, 1929, S. 51–66 (Digitalisat).